# (614599) 2010 AB78
(614599) 2010 AB78 – planetoida z grupy NEO, odkryta w ramach programu NASA Wide-Field Infrared Survey Explorer (WISE). Była to pierwsza planetoida odkryta przez tego satelitę. Ma ona ok. 1,7 km średnicy.